# Zoulikha Saoudi
Zoulikha Saoudi, née en 1943 et morte en 1972 à l'hôpital Mustapha Pacha à Alger, est une nouvelliste en langue arabe. Il s'agit de l'une des pionnières de la littérature féminine algérienne.

## Biographie et parcours
Née en 1943, Zoulikha Saoudi est originaire de Babor dans la wilaya de Khenchela. Elle apprend le Coran à l'école El Islah de Khenchela et obtient son diplôme El Ahlia (CEP),. Elle débute l'écriture à l’âge de 14 ans. Par la suite, Zoulikha Saoudi a rejoint la radio nationale à Alger. Elle est une nouvelliste, écrivaine, et enseignante.
Zoulikha Saoudi est décédée en 1972 à l'hôpital Mustapha Pacha à Alger.

## Ouvrages
En 1957, Zoulikha Saoudi a rassemblé, dans un petit cahier, quelques vers en prose et des nouvelles dont le titre est Révélation des douleurs.
En 1960, elle a écrit un deuxième cahier appelé Ébauches d'une prise de conscience, qui compte sept autres nouvelles d'inspiration sociale, dans lequel elle traite la situation difficile de la femme. Son frère Mohammed, qui est dramaturge et artiste, l’a aidé.
En 1960, la nouvelle La victime est diffusée à la radio.
Son recueil Rêveries du printemps (Ahlam Er Rabie) et ses Correspondances, ont été rassemblés durant des années par Zaynab Laouedj, avec l'aide de Mohammed Lazrak et de Sayehi El Kabir.
C'est grâce à la radio, sous le pseudonyme d'Amal, que Zoulikha Saoudi a pu se faire connaître, puis elle a publié par la suite au journal El Ahrar.
Sa longue nouvelle Arjouna est publiée dans le premier numéro de la revue Amal et fait état des prémices de son premier vrai roman La Dissolution (en arabe Ad Dhawaban), un roman autobiographique, publié en partie, à partir du 11 février 1963, dans le numéro 44 d'El Ahrar.
Quelques-unes de ses nouvelles ont été publiées dans les journaux El Djazaïria et El Fadjr. Elle a pu contribuer à l'enrichissement de la littérature algérienne par ses  nouvelles, ses pièces de théâtre, ses nombreux articles de presse et ses recueils de poésie. Ahmed Cheribet a rassemblé l’œuvre en consacrant une grande partie de ses recherches à cette écrivaine. Il pu publier une partie des écrits.
Sa dernière nouvelle est El Alia.
Zoulikha Saoudi est une des pionnières de la littérature féminine algérienne. 

## Hommage et reconnaissance
En 2011, lors de l’ouverture du 4e festival national de la poésie féminine à Constantine, un hommage lui est rendu en tant qu'une des pionnières de la littérature algérienne. 
En 2013, lors la journée nationale de l'artiste, le 8 juin, une cérémonie à son honneur est organisée à Khenchela. Sa famille reçut à cette occasion une plaque de cuivre à son effigie.
En 2020, lors de la troisième édition du colloque sur l'écrivaine à Khenchela, les participants ont appelé à une internationalisation des prochaines rencontres littéraires sur Zoulikha Saoudi, vu son rôle dans l'émergence de la littérature féminine en Algérie et au Maghreb. Les participants ont proposé le nom de Zoulikha Saoudi pour que la bibliothèque principale de lecture publique de Khenchela porte son nom lors du colloque en 2020. Plusieurs axes ont été abordés lors du colloque dont ses romans. 